# Bir-Hakeim (Paris metro)
Bir-Hakeim  är en metrostation i Paris metro för linje 6. Stationen som finns utomhus på en hög viadukt ligger i närheten av Eiffeltornet och är välbesökt av turister. Det finns anslutning till Paris pendeltåg (RER) och Champ de Mars – Tour Eiffel station på linje C.

## Galleri

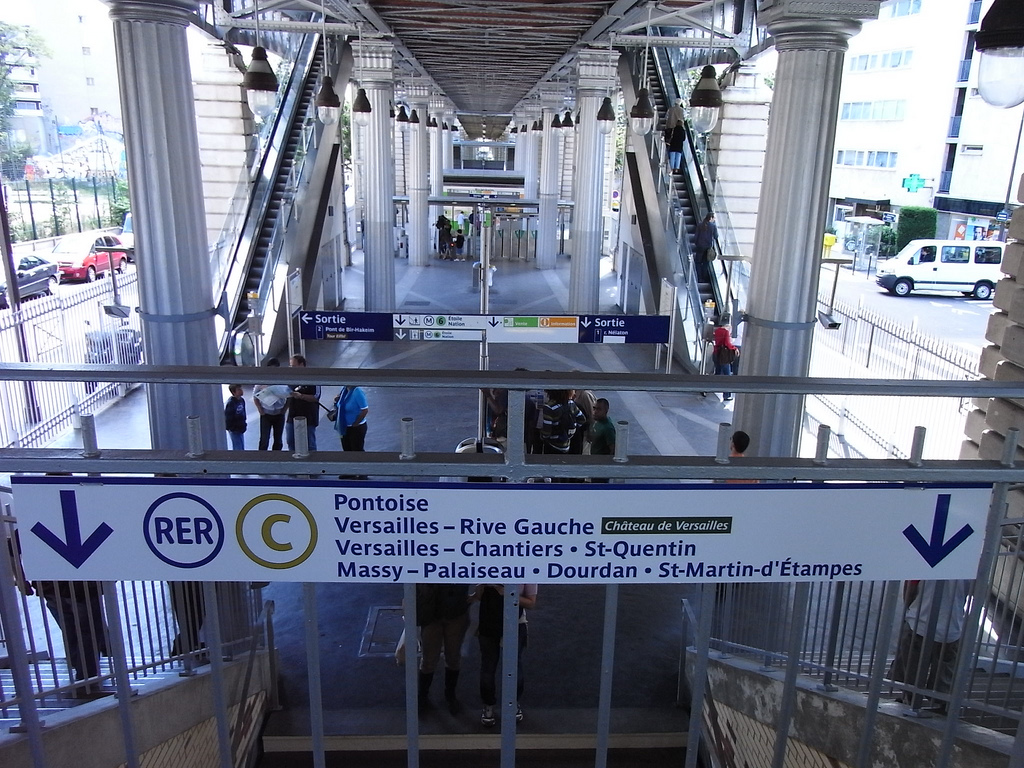
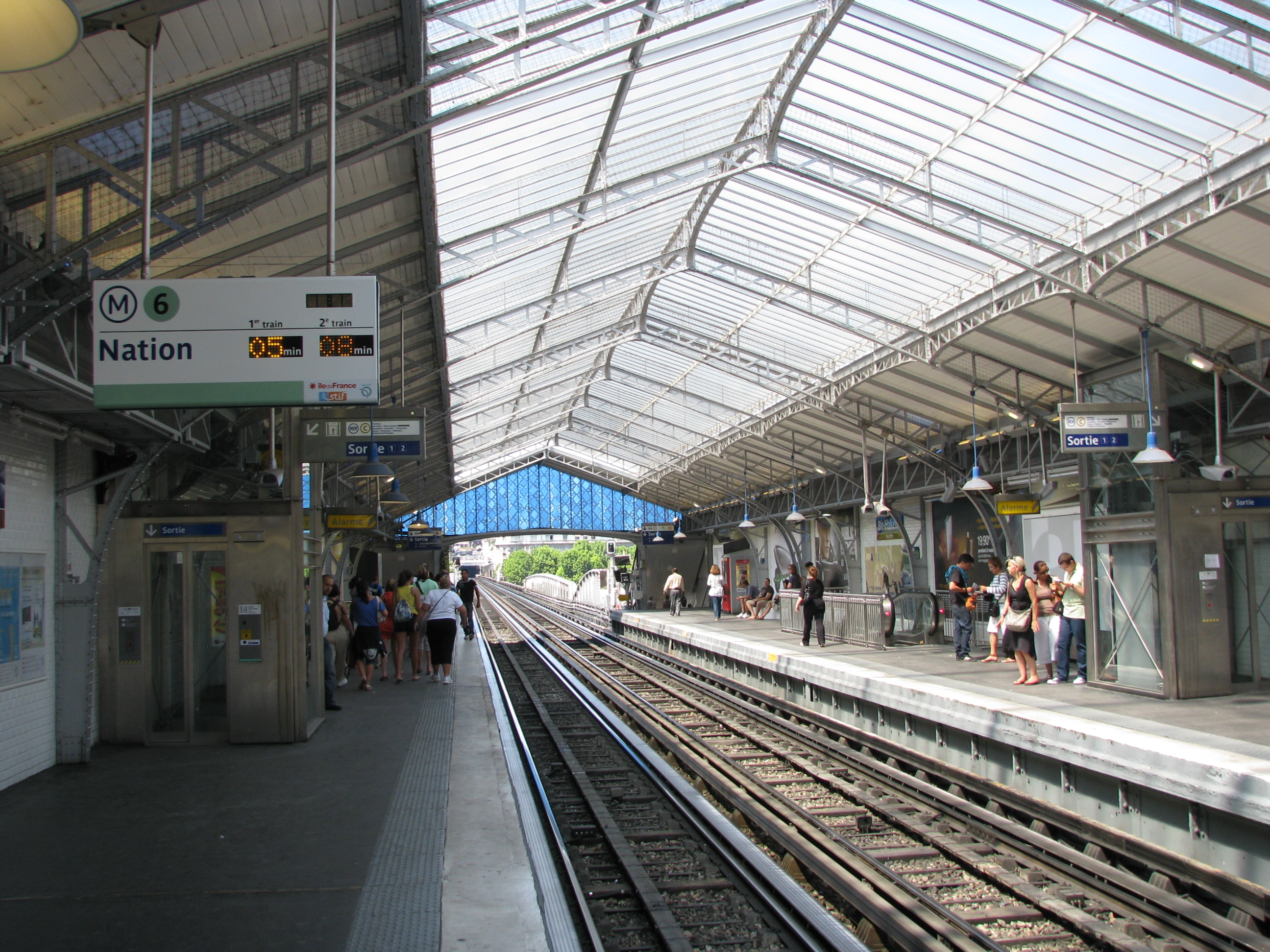
Bir-Hakeim perrong på linje 6
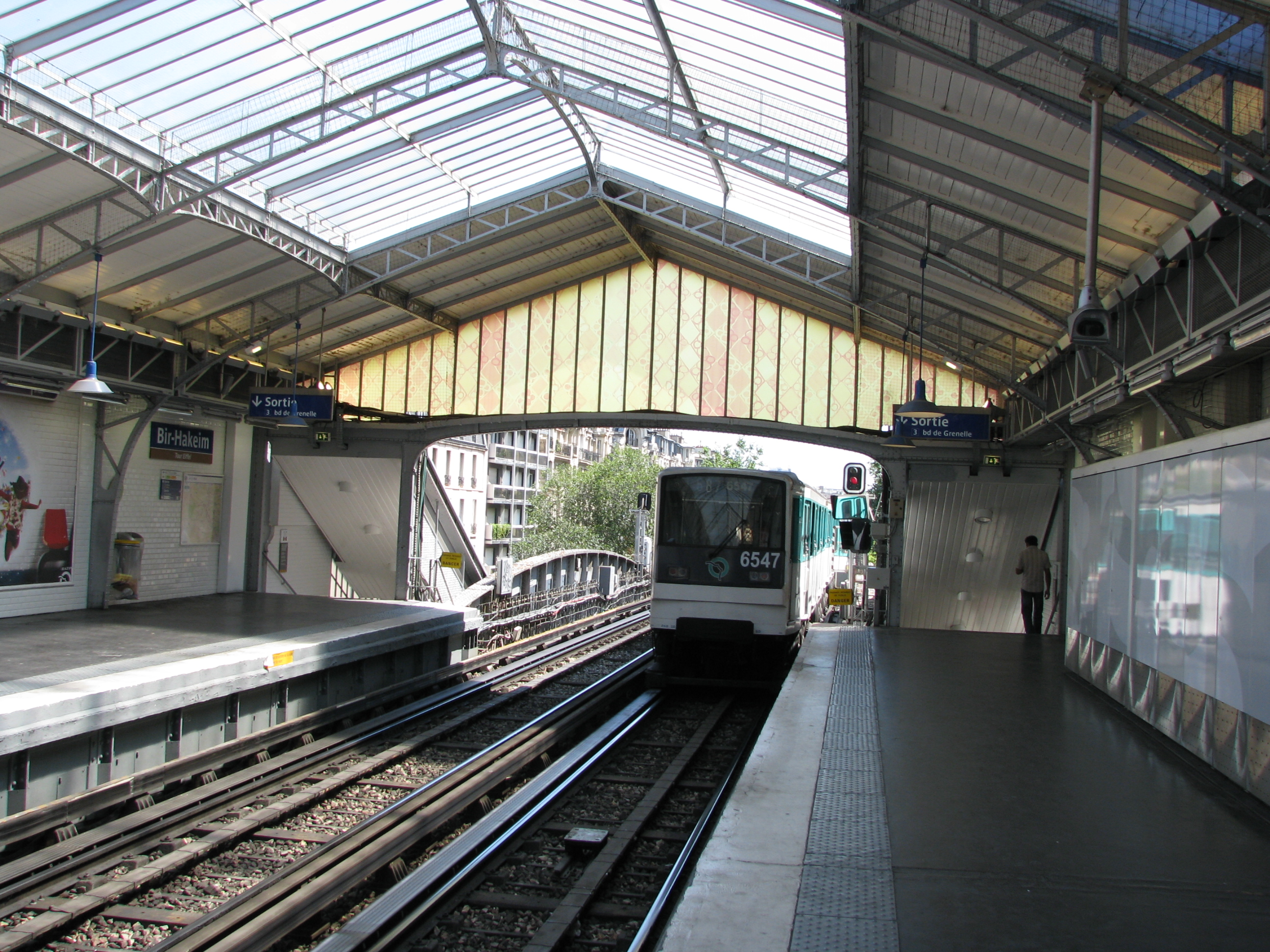
Bir-Hakeim perrong på linje 6
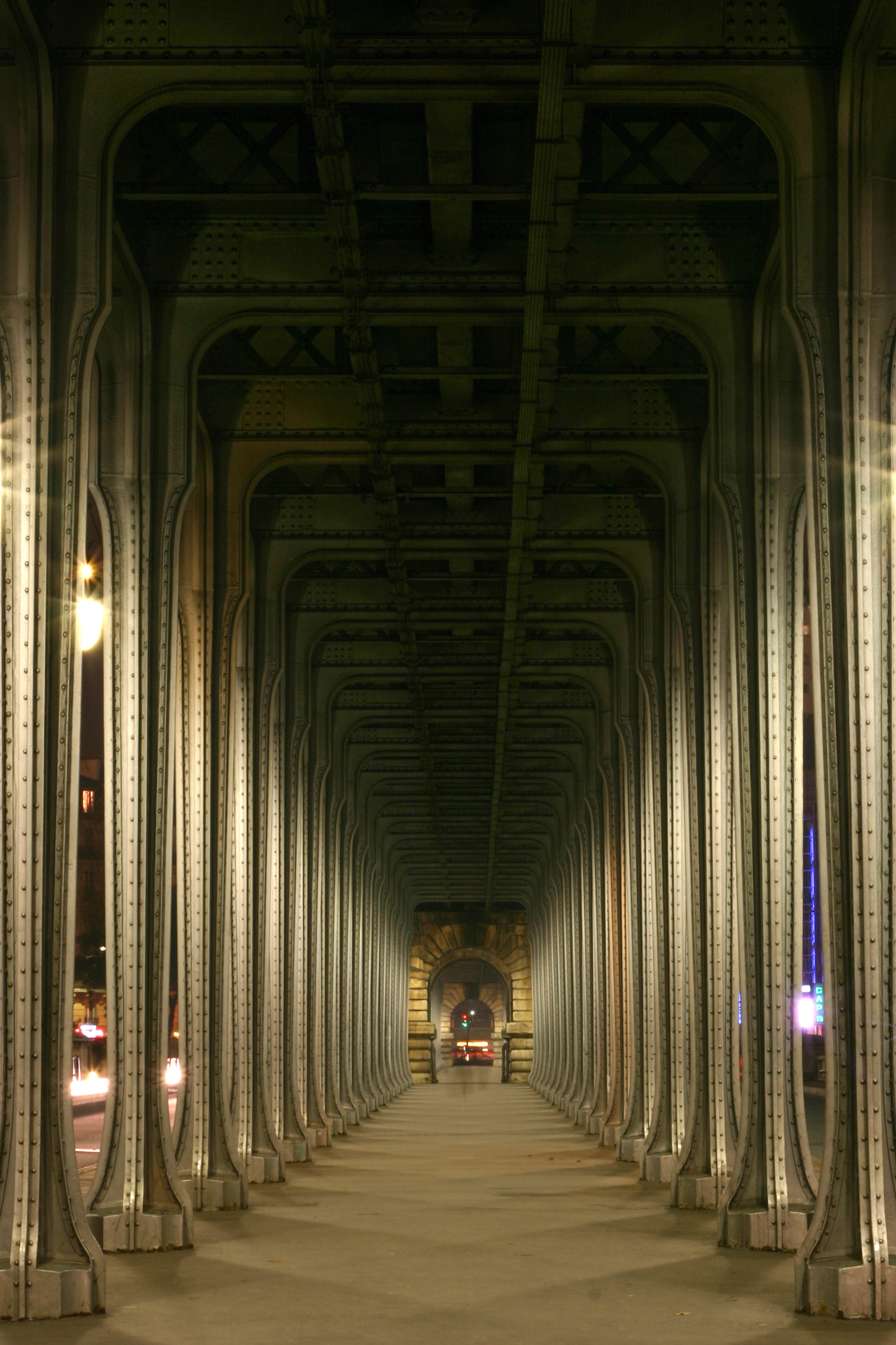
Viadukten som stationen ligger på.